# Juba (Estland)
Juba (Duits: Quellenhof) is een plaats in de Estlandse gemeente Võru vald, provincie Võrumaa. De plaats heeft de status van dorp (Estisch: küla) en telt 64 inwoners (2021).
Juba ligt tegen de grens tussen de gemeenten Võru vald en Rõuge aan. Langs een klein deel van de grens stroomt de rivier Rõuge.
De plaats ligt ten zuiden van het meer Vagula järv. Aan de overkant ligt Vagula. Het voormalige station van Vagula aan de spoorlijn Valga - Petsjory ligt in Juba. De spoorlijn is in 2001 voor reizigersverkeer gesloten, maar wordt nog wel gebruikt voor goederenvervoer. De Tugimaantee 67, de secundaire weg van Võru naar Valga, loopt langs Juba. Op het grondgebied van Juba ligt het meer Juba järv (1,5 ha).
Het Vagula järv en de oevers zijn onder de naam Vagula järve hoiuala een beschermd natuurgebied. Westelijk van Juba ligt een ander beschermd natuurgebied, het Timmase looduskaitseala (3,86 km²).

## Geschiedenis
Juba werd in 1765 voor het eerst genoemd onder de naam Jubba Jaan, een boerderij op het landgoed van Alt-Nursie (Vana-Nursi). in 1798 werd de boerderij een Hoflage, een niet-zelfstandig landgoed. In 1817 werd het verzelfstandigd. Oskar von Wahl was de laatste eigenaar voor het in 1919 door het onafhankelijk geworden Estland werd onteigend. Hij was ook de eigenaar van Alt-Nursie.
Het landhuis van het landgoed, gebouwd in 1858, is bewaard gebleven, net als een aantal bijgebouwen.
Vanaf 1920 was Juba een nederzetting op het voormalige landgoed. In 1977 kreeg ze de status van dorp en werd het buurdorp Ala-Vagula bij Juba gevoegd.

## Foto's

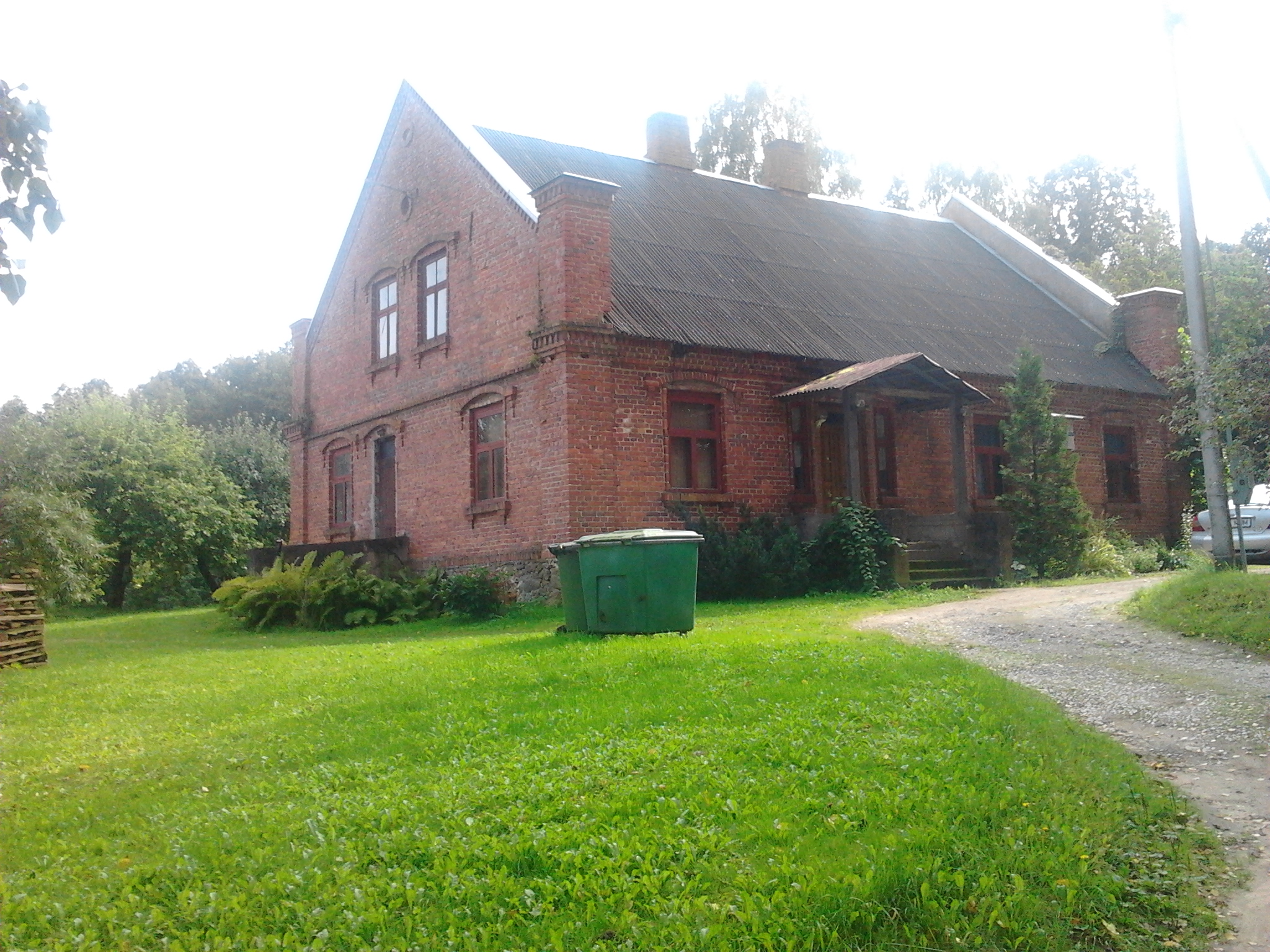
Het landhuis van Juba
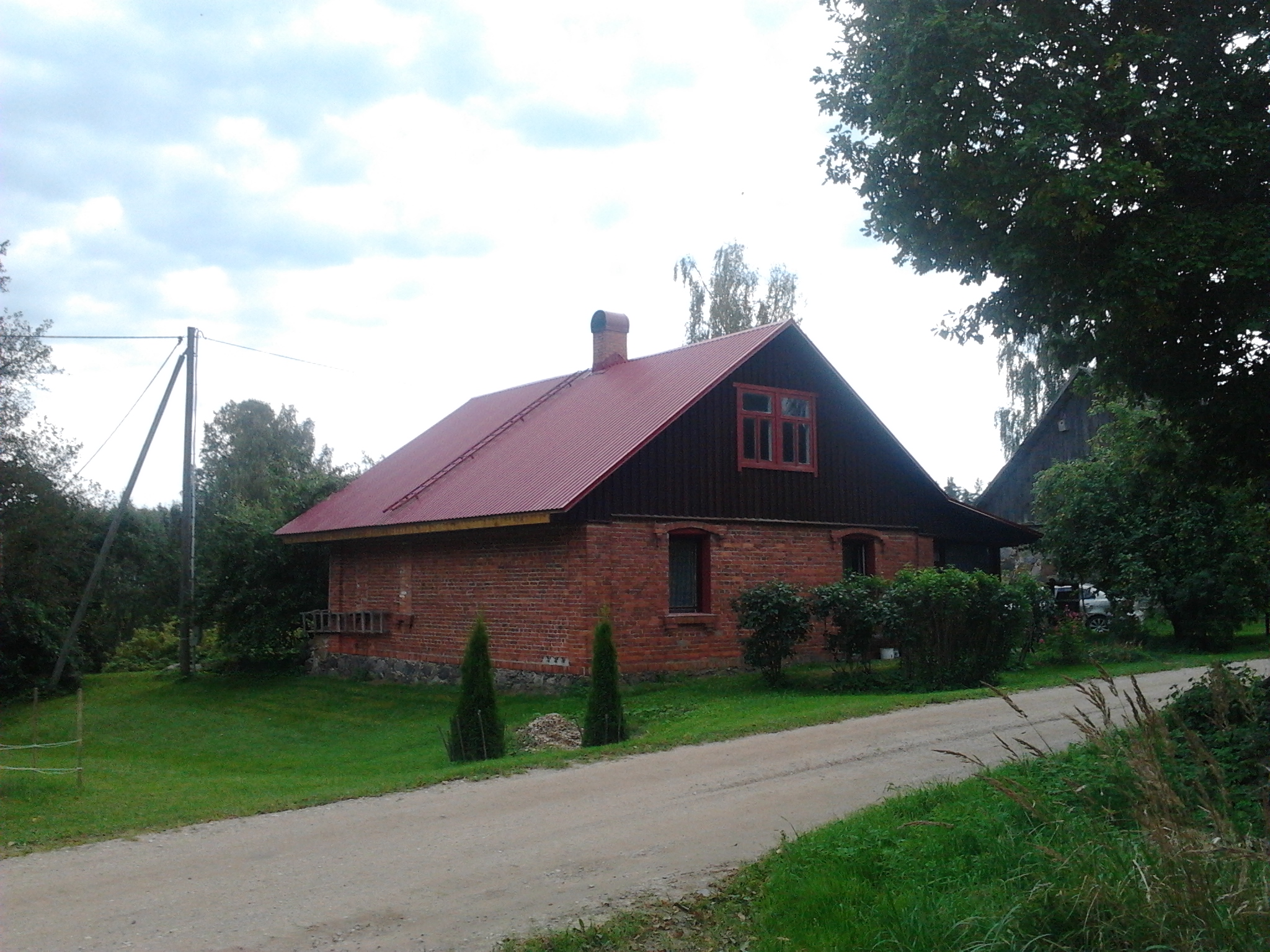
Villa in Juba
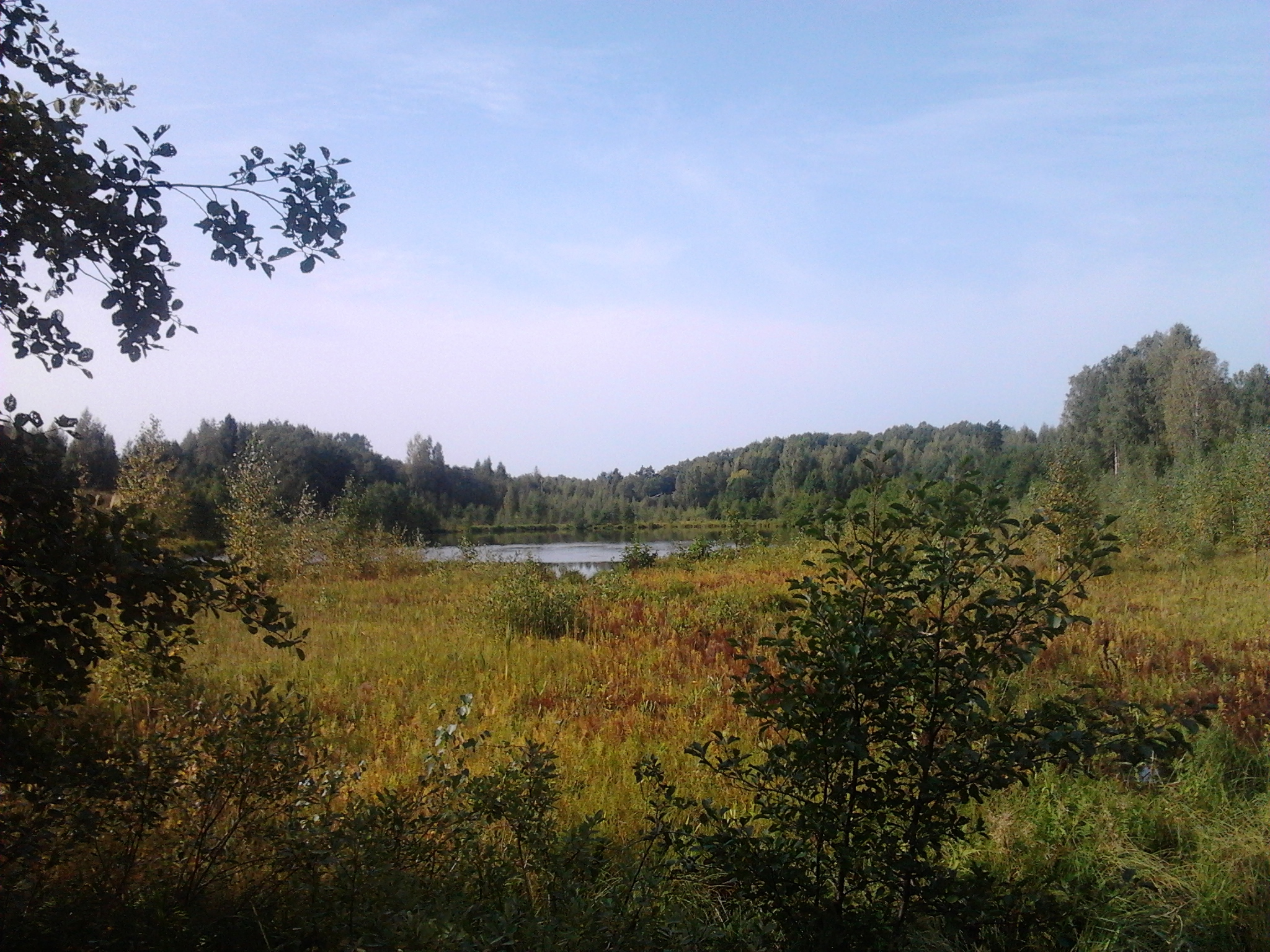
Het meer Juba järv
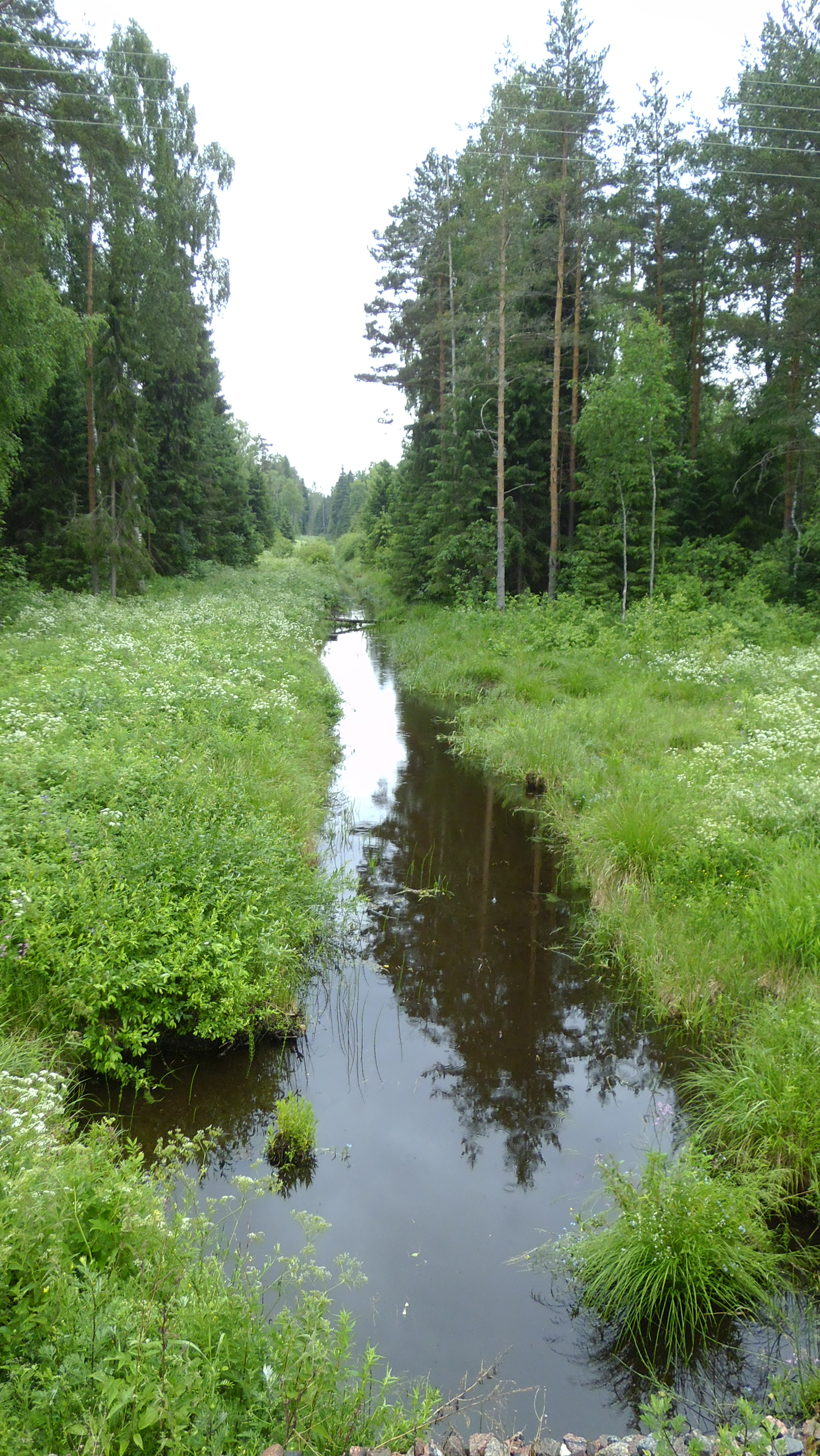
De beek Jummallätte oja
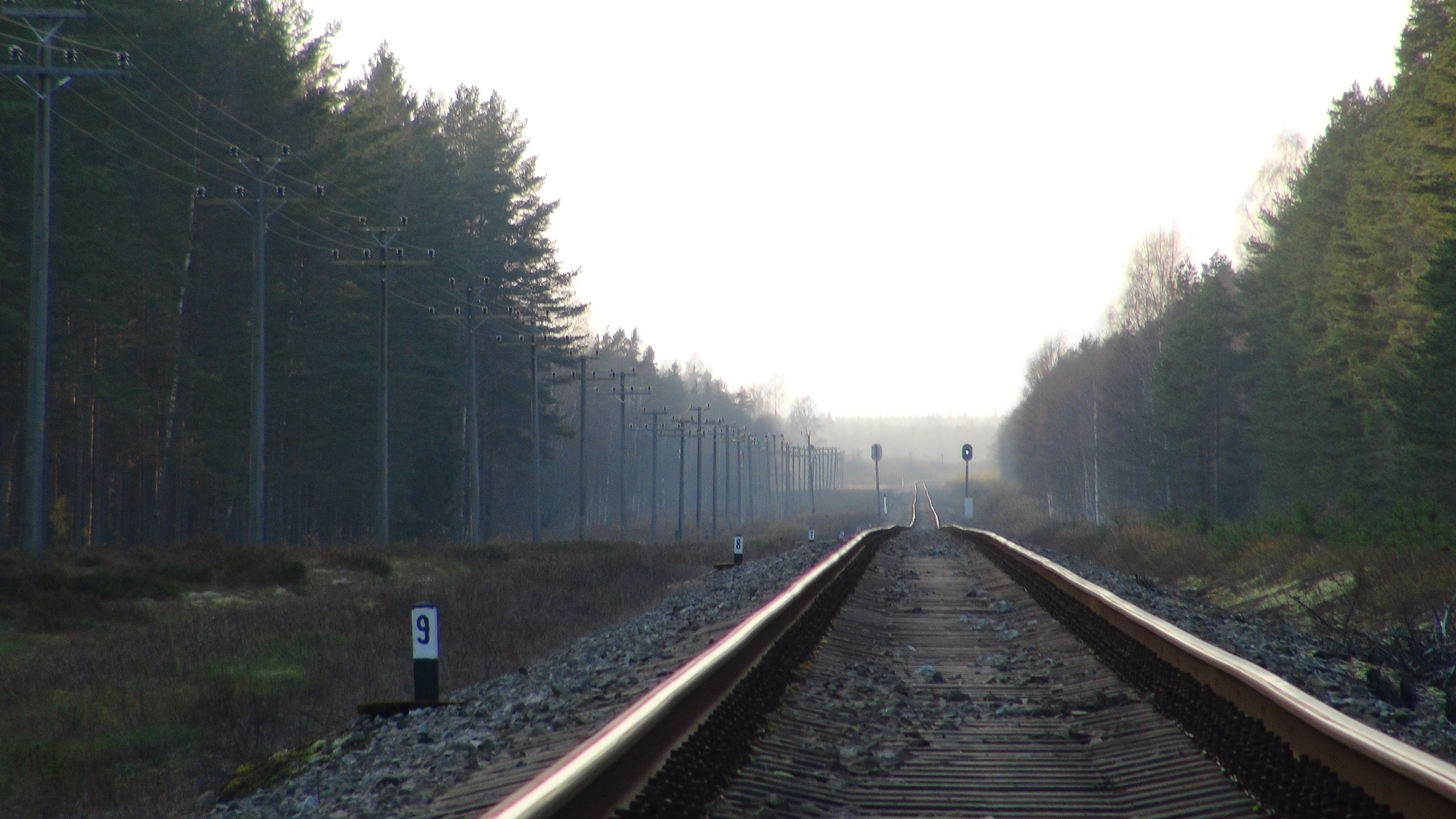
De spoorlijn Valga-Petsjory bij Juba
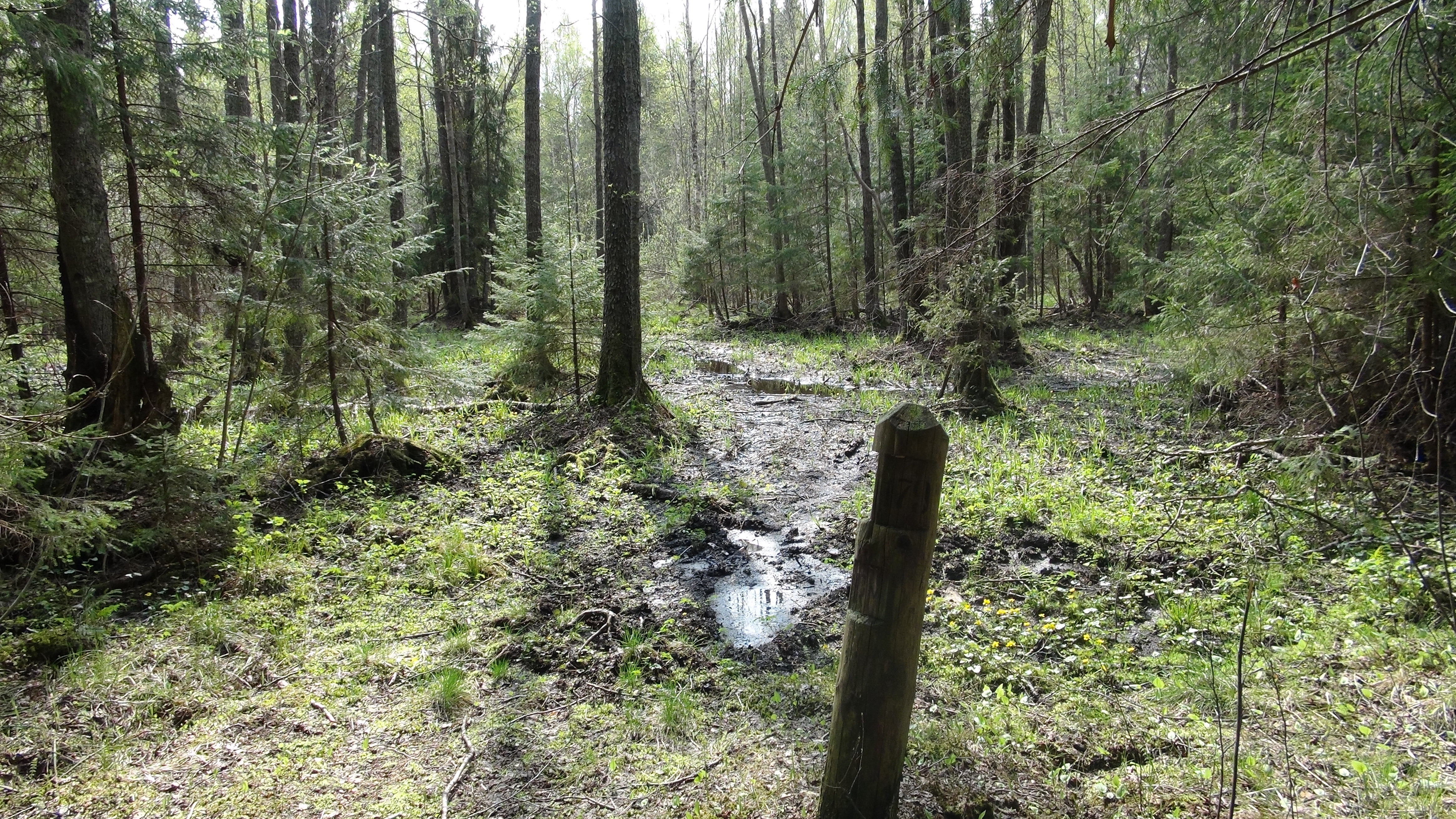
In het Timmase looduskaitseala